# Fallabda
A fallabda vagy squash (ejtsd: szkvass) a teniszben használatoshoz hasonló ütőkkel és gumilabdával, erre a célra kialakított teremben játszott sportág. Általában két játékos játssza, de páros mérkőzések esetén négyen vannak a pályán. A pálya 9,75 m hosszú és 6,4 m széles.

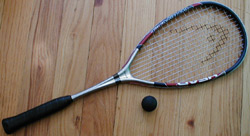
Squashütő és -labda

## Pontozás
Mérkőzéseken többnyire az úgynevezett "hagyományos" vagy "nemzetközi" pontozást alkalmazzák, ami azt jelenti, hogy csak az a játékos szerezhet pontot, aki adogatott. Ha a menetet a másik játékos nyeri meg, akkor nem kap pontot, de megszerzi az adogatás jogát. Minden játszmát kilenc pontig játszanak. Egy átmeneti időszakban használták az "amerikai" pontozási rendszert, mely szerint a labdamenetet megnyerő játékos pontot és a szerva jogát is megnyeri.Ebben a rendszerben 15 pontig játszanak.
Jelenleg (2010) – (PAR – point–a–rally) -pontszámítási rendszert használják szinte kizárólagosan – ami tulajdonképpen az "amerikai" 11 pontig menő változata. 10-10 után 2 pont különbséggel lehet megnyerni az adott játszmát. Az a játékos kerül ki győztesen, amelyik öt játszmából hármat megnyer, de olyan pontozási rendszer is létezik, melyben háromból két nyert játszma szükséges a győzelemhez.
A mérkőzéseket csapatok is vívhatják egymás ellen. A csapatok három-öt játékosból állnak. Ilyenkor a csapattagok rangsor szerint mérkőznek egymással, a játékosok meghatározott sorrendben játszanak és amennyiben a mérkőzések alapján döntetlen az eredmény, akkor a nyert játszmákat vagy akár a pontokat hasonlítják össze.
A versenyeken számos versenyző, illetve csapat küzd egymás ellen. Általában egyenes kieséses rendszerben játszanak, ami azt jelenti, hogy az a játékos vagy csapat, amelyik vereséget szenved a mérkőzés során, kiesik a mezőnyből. Léteznek csoportmérkőzéses rendszerű versenyek is: ilyenkor két elvesztett mérkőzés után esnek ki a játékosok, illetve csapatok. Harmadik lehetőség a körmérkőzéses verseny, ami azt jelenti, hogy mindenki mindenkivel megmérkőzik, és az a csapat vagy játékos nyeri a tornát, aki a legtöbb mérkőzést nyeri meg az összesítésben. (a lebonyolítást elsősorban a játékosok létszáma és a pályák száma határozza meg)

## Története
Az emberek évszázadok óta játszanak olyan ütős labdajátékokat, ahol a labdát vagy a falnak ütik, vagy oda-vissza adogatják egymásnak egy háló felett. A 19. században született meg egy labdajáték, amelyet úgy hívtak, hogy racket. Ez egy londoni börtönben jött létre (egész pontosan ez úgy igaz, hogy dokumentumok szerint a londoni adósok börtönében is ismert volt már ez a játék. Ez nem egy elzárt épület volt, hanem egy falakkal körbezárt-őrzött nagy terület, amelyen belül a fogvatartottak szabadon mozoghattak és többek között sportokat is űzhettek). Ez a játék a börtönből kiindulva nagyon népszerű lett az iskolákban, ezek közül a Harrow School járt az élen, ahol többféle változat is elterjedt már 1830 táján. Állítólag a diákok miközben arra vártak, hogy bemenjenek a rackets-pályára egy másik teremben a falnak ütögették a labdát. Később rájöttek, hogy puhább labdával sokkal változatosabbak az ütések, maga a játék pedig jóval nehezebb. (1864 épült az első már squashpályának nevezhető játéktér a Harrow-ban) Az elnevezés, squash, angolul a következőket jelenti: szétlapít, összeprésel, valamint plattyan, tottyan – vagyis a puha labda "viselkedésére", az általa keltett hangeffektusra utal.
Kezdetben egyszerre több, egymástól eltérő labdajáték-változat létezett. Ezek közül kettő vált nagyon népszerűvé: a ”soft ball” és a „hard ball”. A világ legnagyobb részén a soft ball terjedt el, de leginkább olyan országokban lett nagyon népszerű, ahol a brit hadsereg állomásozott. Ilyen ország volt India, Egyiptom, Ausztrália, Új-Zéland, Dél-Afrika.
1930-ban tartották az első Brit Nyílt Bajnokságot (British Open), melyet az első nem hivatalos világbajnokságként tartanak számon. A bajnok az angol Don Butcher lett, aki a honfitársát, Charles Readet győzte le. Az azt követő három-négy évtizedben leginkább egyiptomi és pakisztáni játékosok voltak a ranglisták élén. Az 1960-as évek végén azonban egy ír férfi, Jonah Barrington megtörte az egyiptomi és a pakisztáni dominanciát. Hatszor nyerte meg a Brit Nyílt Bajnokságot, ezzel bebizonyította, hogy megfelelő kondícióval le lehet győzni még a legtechnikásabb játékost is. Ettől kezdve a fallabda már nem ugyanaz a játék volt. Barringtont követve a hivatásos játékosok mind jobban odafigyeltek a megfelelő kondícióra, a technika mellett egytől egyig kiváló erőnlétre, gyorsaságra és kitartásra tettek szert. Három játékos emelkedett ki leginkább a mezőnyből: az ausztrál Geoff Hunt és két pakisztáni, Jahangir Khan és Jansher Khan.
Növekvő népszerűsége ellenére a fallabda nem kap elegendő nyilvánosságot, ami leginkább annak tudható be, hogy a mérkőzések a közönség számára nehezen hozzáférhetők. Azelőtt a közönséget csupán a pálya hátsó fala fölé emelkedő erkélyen tudták elhelyezni, természetesen igen korlátozott számban. A 70-es években vált gyakorlattá, hogy a pálya hátsó falát üvegből készítették. Hamarosan megjelentek a speciális, csak egy irányban átlátszó, szállítható, plexifalú pályák – jelentősebb eseményeken ma ezt használják. A pályát egy nagy terem közepén állítják fel, így a játék minden szögből látható, és egyszerre háromezer néző kísérheti figyelemmel a mérkőzést.
Mivel a játék lényegében abból áll, hogy két játékos egy zárt helységben ütöget egy kicsi és gyors labdát, a fallabda televíziós közvetítése is meglehetősen nehéz feladat. Ám az utóbbi idők technikai fejlődésének köszönhetően ma már léteznek élvezhető minőségű közvetítések.. Ezenkívül bevezették az eltérő színű falak alkalmazását, és speciális labdákat fejlesztettek ki. A kezdetben használt fehér labdák helyét mára olyan, fényvisszaverő pontokkal ellátott labdák vették át, melyek UV fényben világítanak. Ezek az újítások minden bizonnyal lehetővé teszik, hogy a sportág a jövőben az eddigieknél nagyobb nyilvánosságot kapjon.
Megjegyzés: Magyarországon helytelenül a "fallabda" elnevezés került a köztudatba a nehezen kimondható és leírható squash helyett. Ez azért pontatlanság, mert a "fallabda" egy kategória, amelybe olyan rokon sportágak tartoznak, melyekben kézzel, ütővel, vagy valamilyen más eszközzel a falra/falakra juttatják a labdát (ide tartozik a teljesség igénye nélkül a racket, racket ball, hard ball, fives, hands, pelota és természetesen a squash is).

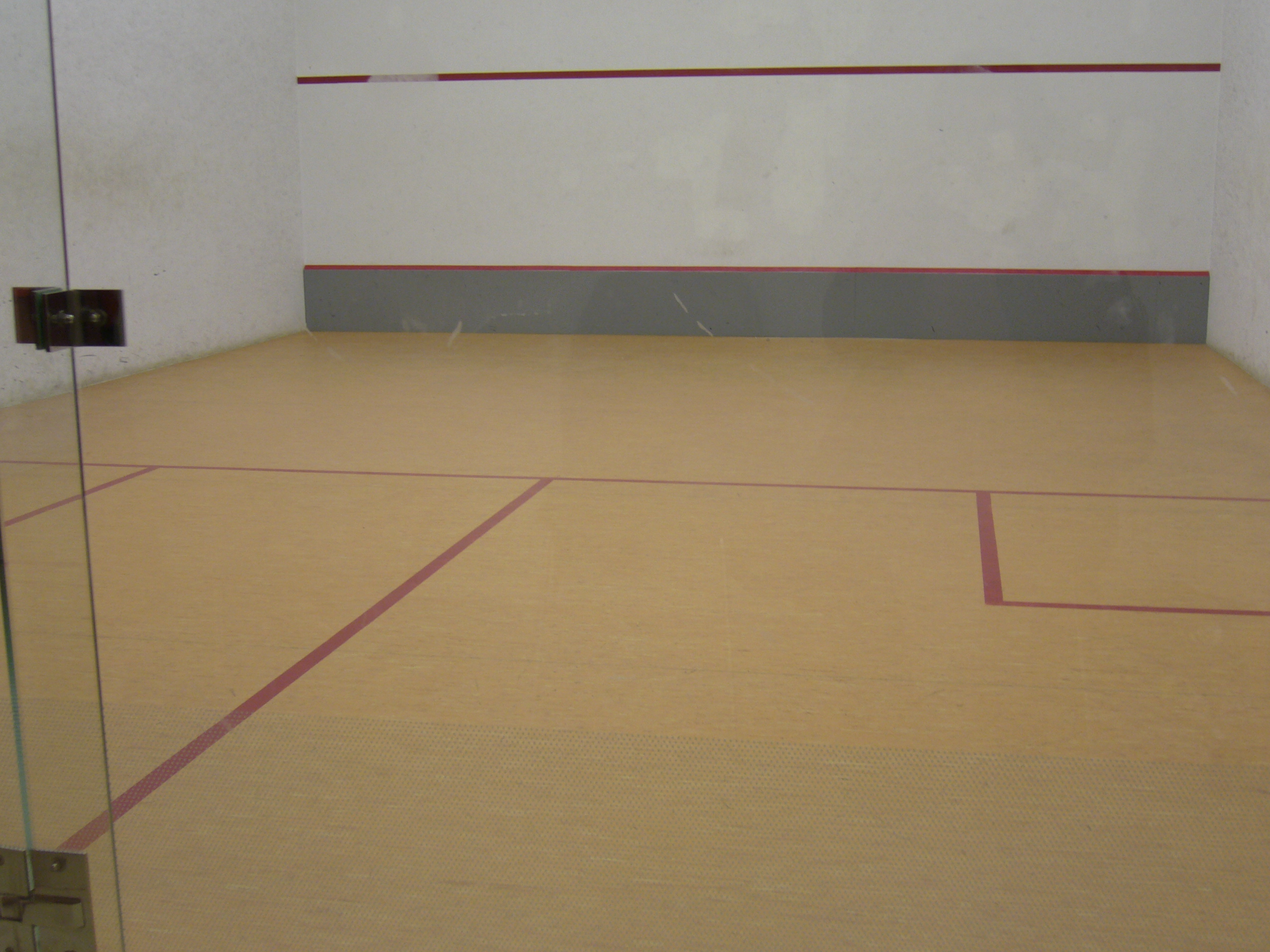
Squashpálya

## A mérkőzés
A mérkőzés megkezdése előtt a játékosoknak öt percük van arra, hogy bemelegítsenek. A bemelegítésnek az a célja, részben, hogy a játékosok szervezete felkészüljön a terhelésre, részben, hogy maga a labda is "üzemi hőmérsékletűvé" váljon, mert csak így pattan megfelelő mértékben. A bemelegítés után az ütő megpörgetésével döntik el, hogy ki adogat először. Aki megnyeri a pörgetést, az adogat. Az adogatás megkezdésével elkezdődik a játék. A játékos abban az esetben nyeri meg a labdamenetet, ha ellenfele a tinre üti a labdát vagy ha a határvonalakon kívülre üti a labdát vagy ha nem tud beleütni a labdába, mielőtt az másodszor is pattanna a padlón. A tin egy fémmel borított, 0,45 m széles sáv a főfal legalján. A labdamenet közben a játékosok megüthetik a labdát közvetlenül a levegőben (röpte) vagy az után, hogy egyet pattant a padlón. Az oldalsó és a hátsó falak is használhatóak a labda főfalra való visszajuttatására.
Mérkőzéseken leginkább az úgynevezett "hagyományos" vagy "nemzetközi" pontozást alkalmazzák, ami azt jelenti, hogy csak az a játékos szerezhet pontot, aki adogatott. Ha a menetet az ellenfél nyeri meg, akkor nem kap pontot, de a következő menetben ő adogathat majd. A játszmákat kilenc pontig játsszák. Azonban létezik az úgynevezett "amerikai" pontozási rendszer is, amely szerint minden labdamenet pontot ér annak a játékosnak aki nyerte és a következő szervát is ő üti.Ebben a rendszerben minden játszmát 15 pontig játszanak. Létezik egy úgynevezett "PSA" számolási rendszer is, ami az amerikai mintájára működik, de csak 11 pontig tart. (10-10 után kettő különbséggel lehet megnyerni a játszmát) Az a játékos kerül ki győztesen, amelyik öt játszmából hármat megnyer, de olyan pontozási rendszer is létezik, melyben háromból két nyert játszma szükséges a győzelemhez. Elvileg azért vezették be ezeket az új pontszámításokat, hogy fokozzák az izgalmakat és határok közé szorítsák a mérkőzések idejét. Hogy sikerült-e elérni ezt célt, az erősen kétséges -lásd Krajcsák Márk mérkőzése – Krajcsák-Frankcomb (WR.40.) 2/3 -130 perc! – de a versenyzőknek a taktikájukat mindenképpen át kellett állítani az új körülményekhez.

### Az adogatás
Az először adogató játékos eldöntheti, hogy a jobb vagy a bal oldali adogatónégyzetből akar-e adogatni. Jobb kezes ellenfél esetén általában a jobb oldali adogatónégyzetet választják, balkezes ellenfél esetén pedig a bal oldalit, mert így a labdát az ellenfélnek fonákkal kell az adogatást fogadnia, ami a legtöbb játékosnak a gyengébb oldala.Az adogatás csak akkor érvényes, ha az adogató legalább egyik lábának egyik pontja az adogatás pillanatában az adogatónégyzeten belül van , azonban úgy, hogy ez nem érinti a négyzet egyik vonalát sem. Adogatásnál a játékos a levegőbe dobja a labdát és még mielőtt az lepattanna a földre, megüti a főfal irányába. A labdának a főfalon az adogatóvonal és a határvonal közé eső területet kell érintenie, és úgy kell visszapattannia, hogy az éppen "használt" adogatónégyzettel ellentétes oldali hátsó pályanegyedben érjen padlót. A hátsó pályanegyed vagy más néven fogadónégyzet a keresztvonal, a félpályavonal, az oldalfal és a hátsó fal által határolt terület. A labda pattanhat az oldalfalon, a hátsó falon, vagy akár mindkettőn, de nem mehet a határvonalakon kívülre és a fogadónégyzetbe kell pattannia. A fogadónak természetesen ezt nem kell megvárnia, röptézhet is.
A sikertelen adogatás neve fault; sikertelen adogatás következtében a fogadó nyeri meg a labdamenetet. Az adogatás abban az esetben érvénytelen, ha az adogató kétszer üt bele a labdába, vagy ha a labda a határvonalon kívül érinti a falat, vagy ha a labda az oldalfalon pattan először, és csak azután pattan a főfalra, vagy ha az adogató elvéti a labdát. Az adogató abban az esetben nyeri meg a labdamenetet, ha ellenfele nem tudja a labdát a főfalra ütni, vagy ha az ellenfele szándékosan akadályozza az ütésben, vagy ha az ellenfele nem tud beleütni a labdába, vagy ha a labda előbb pattan a padlóra, mintsem a főfalra, vagy kettőt pattan a labda a földön, vagy ha az ellenfele a labdát határvonalon kívülre üti, vagy ha az ütőn kívül bármi mással a labdához ér, vagy ha az ütő húrjain megül, esetleg kétszer üt bele.

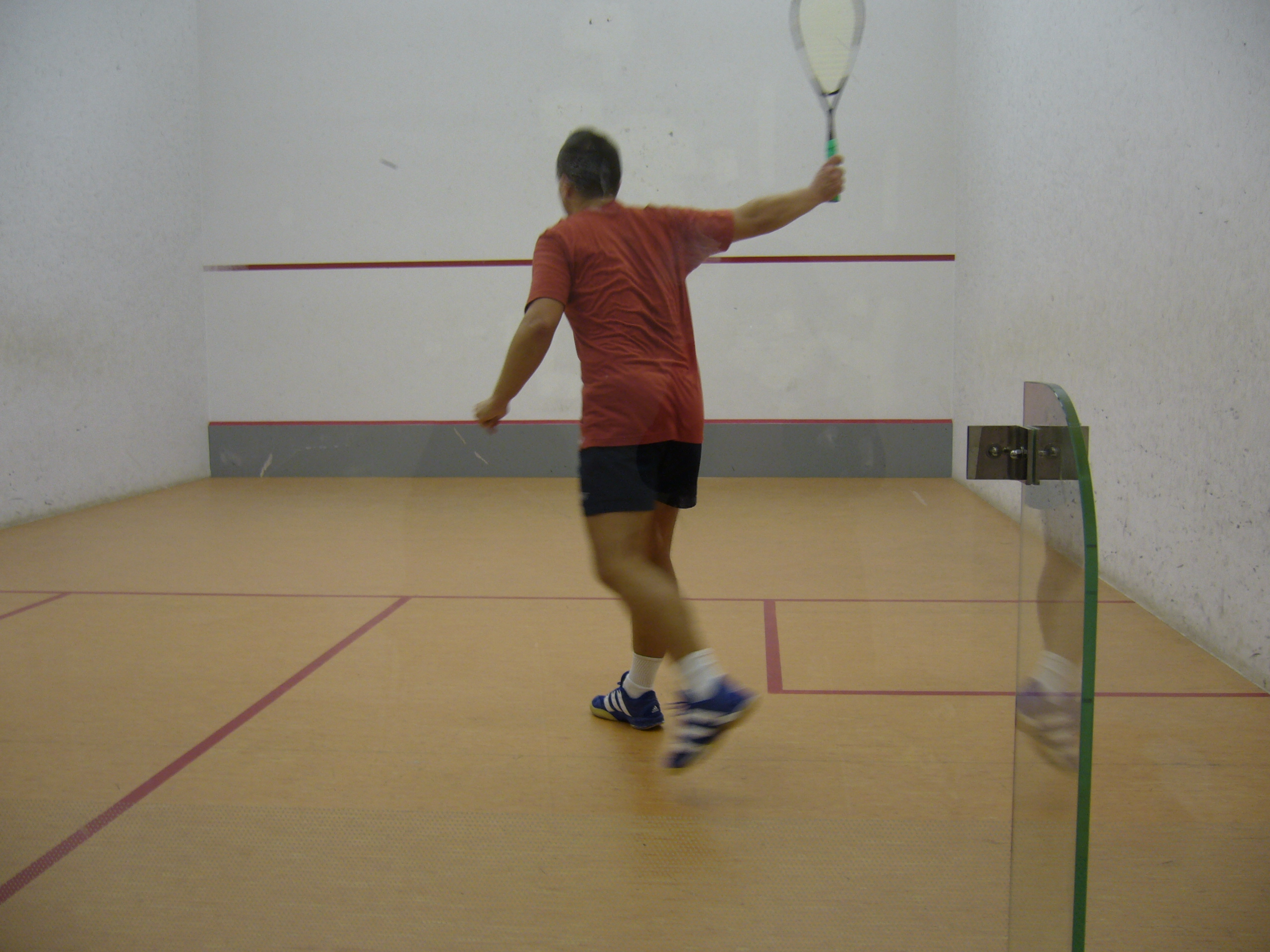
Egy játékos bemelegítés közben

## A let és stroke szabály
A testi épség megóvása és a fair játékmenet érdekében a squash szabályrendszere tartalmazza a LET és STROKE szabályának rendszerét. A LET az adott labdamenet újrajátszását jelenti, a STROKE pedig az a helyzet, amikor a játékos azért nyeri meg az adott labdamenetet, mert ellenfele megzavarta vagy megakadályozta abban, hogy visszaadhassa a labdát. A LET, illetve STROKE megítélésében érvényesülnie kell a biztonságra való törekvésnek és a sportszerűségnek is. Abban az esetben ha a játékos azért áll meg menet közben, mert félt, hogy megüti ellenfelét (ütővel vagy a labdával), LET-et kap, ha a bíró megítélése szerint valóban fent állt a sérülésveszély.
Ha a labda beleütközik az ellenfélbe, akkor attól függ, hogy STROKE vagy LET jár-e, hogy a labda egyenesen a főfal felé repült-e. Ha arrafelé repült, akkor az ütő játékost megilleti a STROKE, hiszen ellenfele korlátozta a főfal szabad megjátszásában. (bírói megjegyzés – szigorúan tilos a játékostárs szándékos megütése a labdával! Ez akár a mérkőzés azonnali elvesztését is jelentheti. Amennyiben nem volt szándékos a játékostárs megütése, a bíró első esetben figyelmezteti az ütő játékost sportszerűtlen, veszélyes játék miatt – a labdamenetet azonban neki ítéli. Az ütő játékos akkor járt volna el helyesen, ha megáll, LET-et kér – és megkapta volna ez esetben a pontot.) Ha az ütközés előtt a labda az oldalfalak valamelyike vagy a hátsó fal felé repült, akkor LET jár. A szabály azt mondja, hogy amint az ellenfél elütötte a labdát, lehetővé kell tennie, hogy játékpartnere a legrövidebb úton közelíthesse meg a labdát. Ha ellenfele megakadályozza ebben, akkor attól függ a helyzet megítélése (LET vagy STROKE), hogy a másik játékos elmaradt ütése pontot érhetett volna, avagy sem (nyerő helyzet volt-e, vagy sem.). Az egész tehát azon múlik, hogy milyen volt az ellenfél ütése. Ha jó ütés volt, és a másik játékosnak csak arra lett volna esélye, hogy játékban tartsa a labdát, akkor LET-et kell kapnia, ha azonban gyenge ütés volt, és a másik valószínűleg pontot szerzett volna, akkor ezért STROKE jár. A szabály szerint, az ellenfélnek annyi helyet kell biztosítani, hogy bármilyen ütésfajtához elegendő tere legyen (szabályos technikai kivitelezést feltételezve). Ha az ellenfél túl közel van, és meggátol abban, hogy felkészítsük az ütőt, vagy megfelelően vezessük ki az ütésünket, akkor STROKE jár (pont). Egyéb esetben LET jár. A már említett zavarásos eseteken kívül LET jár még abban az esetben is, ha a labda kilyukad, vagy ha a fogadó nem állt készen, és kísérletet sem tett rá, hogy visszaüsse a labdát, vagy ha bármilyen zavaró körülmény adódik, akár a pályán, akár azon kívül.

## A bíró és a jegyző feladatai
A bíró feladatai a következők: állást foglalni, ha a játékosok nem értenek egyet a pontjelző által bemondottakkal, kijavítani a pontjelző esetleges tévedéseit, ellenőrizni a bemelegítés időtartamát, illetve felügyeli a játszmák közötti pihenőidők betartását. (90 másodpercnyi szünet engedélyezett).
A squashban nagyon gyakori, hogy maguk a játékosok látják el a bírói feladatot (versenyeken azonban csak külső bíró közreműködésével játszhatóak a mérkőzések). Ilyenkor az adogató szokta bemondani az eredményt az adogatás előtt, hogy minél kevesebb ok legyen a vitára az állást illetően. A zavarással kapcsolatos kérdésekben közös megegyezéssel szokás dönteni. Ha a játékos játék közben úgy érzi, megilletné a let vagy a stroke, esetleg kérése van, akkor a döntőbíróhoz, ha bíró nincs, akkor ellenfeléhez kell fordulnia. Ennek szabályos módja a "let, please, vagy please" elhangzása. Stroke-ot kérni nem lehet: vagy a döntőbíró, vagy a játékosok közös határozata fogja megszabni, hogy let vagy stroke esetleg no let jár-e a kérő félnek. Fontos szabály, hogy a kérést közvetlenül az esemény után lehet csak elmondani, néhány ütéssel később vagy a menet befejezése után már nincs rá lehetőség.
A magasabb szintű rendezvényeken a bírón kívül a jegyző is segíti a mérkőzés levezetését. Feladatai közé tartozik bejelenteni a mérkőzést a közönségnek, bemondani a mérkőzését állását, elismételni a döntőbíró döntéseit, illetve közli az elrontott adogatást, ha a labda kimegy, ha kettőt pattan, vagy kétszer érnek bele.

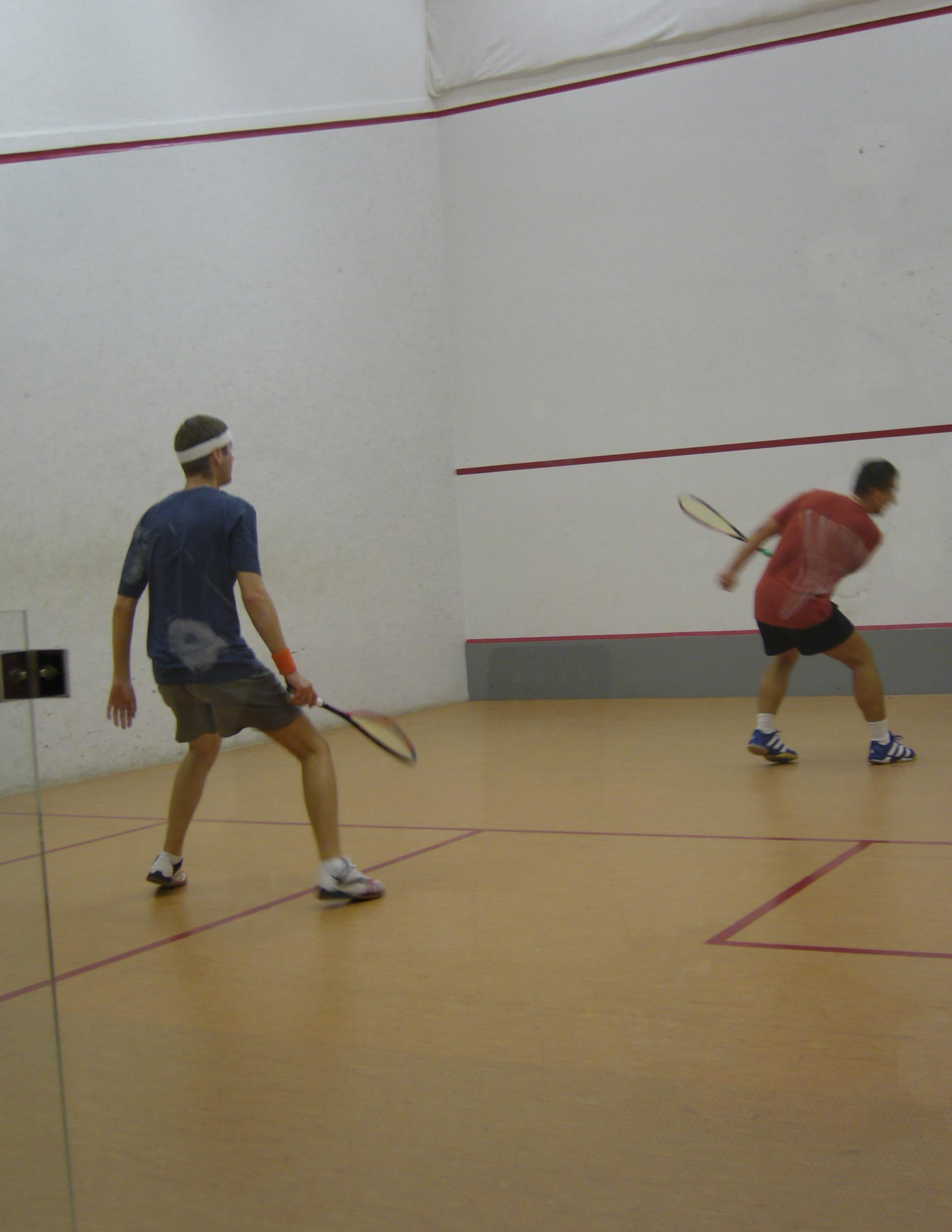
Játékosok meccs közben

## A squash helyzete Magyarországon
Magyarországon a fallabda csak körülbelül 20 éve honosodott meg, de manapság egyre közkedveltebb az amatőrök körében is. Egyre több squashpálya épül, és már szinte minden vidéki városban találunk lehetőséget a játékra. A Magyar Fallabda (Squash) Szövetség adatai alapján országszerte naponta mintegy 4 ezren, havi rendszerességgel pedig 30–40 ezren űzik ezt a sportot. Az országban eddig több mint félmillió ember próbálta már ki a fallabdát, ami azt mutatja, hogy a sportág töretlenül növekvő népszerűségnek örvend.
Az igazolt versenyzők száma is folyamatosan nő: jelenleg 445 versenyzőt tart nyilván a Magyar Fallabda (Squash) Szövetség.[forrás?] A szövetség szervezésében évente több tucat versenyt rendeznek különböző szinteken – az amatőr bajnokságoktól egészen az országos ranglista-versenyekig, illetve nemzetközi megmérettetésekig. A sportág különösen népszerű a fiatal felnőttek és az üzletemberek körében, hiszen gyors tempójú, intenzív mozgást igényel, ugyanakkor egy óra játék elegendő ahhoz, hogy alaposan megmozgassa a testet.
Magyarországon számos modern squashközpont működik, különösen Budapesten és a nagyobb vidéki városokban, mint például Győr, Debrecen, Pécs vagy Szeged. Ezek a központok gyakran szerveznek nyílt napokat, edzéseket és versenyeket, melyek tovább népszerűsítik a fallabdát a nagyközönség körében.

## A célcsoport
Magyarországon a squasht mintegy 40 000 ember játssza havi szinten első számú szabadidős tevékenységként. A squasht játszók legnagyobb részben férfiak, 18 és 39 év közöttiek, legalább középfokú végzettséggel bírnak és városlakók.

## Magyarországi egyesületek, bajnokságok
Magyarországon az 1980-as évek végén alakultak ki az egyesületek, melyeket akkor még a klubok hoztak létre a sportág népszerűsítése céljából. Jelenleg több mint 36 egyesület küzd 4 kategóriában az osztálybeli magyar bajnoki címért, illetve a magyar kupa megszerzéséért. Ez a négy kategória a következő: OB-I. és OB-II. kategória, ahol 8-8, az OB-III. és OB-IV-ben pedig 16-16 csapat versenyez egymással évente. Minden kategória nyertese feljut a következő kategóriába, ahonnan automatikusan az utolsó kiesik.
Minden évben megrendezik az országos egyéni bajnokságot, ahol az ország legjobbjai mérik össze tudásukat. Ezen kívül megrendezik az országos csapatbajnokságot és a magyar kupát is. Az országos csapatbajnokságon első helyezést elért csapat jogot szerez az Európai Bajnokok Ligájában való részvételre. Ez Európa egyik legrangosabb tornája.
Íme pár magyarországi squashegyesület: City Sc, Absolut SE, Golden Ball Club, Platán Squash Egyesület, Prince Sportegyesület, Római Teniszakadémia és Squash Club, Rózsadombi Sportegyesület, Squash Club, Tisza Sc, Újpalotai Squash Club, Király Squash SE, Egri Squash SE.